# Metka Cotič
Metka Cotič, slovenska filozofinja, umetnostna zgodovinarka in književnica, * 9. julij 1957, Šempeter pri Gorici.

## Življenje in delo
Rodila se je v družini kemijskega inženirja Bogomirja Cotiča in zdravnice Amalije Cotič (rojene Stritar). Osnovno šolo je obiskovala v Izoli, gimnazijo pa v Kopru, kjer je maturirala. V Ljubljani je leta 1984 diplomirala na Filozofski fakulteti iz filozofije in umetnostne zgodovine, 1985 opravila strokovni izpit iz knjižničarstva. Od 1984 je bila zaposlena v raznih ljubljanskih knjižnicah. Bila je zaposlena tudi kot mlada raziskovalka za filozofijo na Filozofski fakulteti v Ljubljani. Nato se je zaposlila v dokumentacijskem oddelku časopisa Dela, zaposlena pa je bila tudi v šolstvu. Leta 1994 je magistrirala na Filozofski fakulteti v Ljubljani iz filozofije pri prof. Tinetu Hribarju. Objavlja v revijah s področja literature in filozofije (Mentor, Nova revija, Revija 2000, Naši razgledi, Delo). Izdala je več proznih in pesniških del. Njena trenutna bibliografija obsega 106 zapisov.

## Izbrana bibliografija
- Cena za majhnost - Ljubljana: Državna založba (1989), kratke zgodbe, proza. (COBISS)
- Šant  - Ljubljana: Državna založba (1994), kratke zgodbe, proza.
- Personalizem in odmevi na Slovenskem: Martin Buber in filozofija razmerja - Ljubljana: 2000 (zbornik) (1998) filozofija.
- Prigode Žakca kakca - Tržič: Učila (2000) velika slikanica za otroke.
- Ne moreš metati ljubezni v smeti, Svetovni molitveni dan, Zbornik natečaja, (1. nagrada za pesem Ne moreš metati ljubezni v smeti) - Maribor: Mariborska literarna družba (2001).
- Kriva - Ljubljana : Karantanija (2003) mladinski roman. (COBISS)
- Kdaj ste umrli? Zgodbe in nezgode slovenskih mladinskih pisateljev - Murska Sobota : Franc Franc (2005)
- Skrivnostna knjiga- Ljubljana: Mladika (2006) kriminalka za otroke. (COBISS)
- Najboljši izum na svetu - Ljubljana : Založba morje  (2008) pesmi za otroke. (COBISS)
- Kelih brez dna - Ljubljana : Založba morje (2008) poezija. (COBISS)
- Bacek in zver - Ljubljana :  Založba morje (2008) zgodba za otroke.
- Maestral 21, Antologija pesništva Kopra, An anthology of poetry from the Koper area - Koper: Gimnazija, (2009).
- Kliči me po imenu, Izbor iz krajše proze slovenskih avtoric - Ljubljana : Beletrina, (2013) : Vonj po mošusu.
- Kierkegaard - eksistencialni preobrat: Soren Kierkegaard - Junak vere, junak paradoksa (zbornik) (2014) filozofija.
- Čudovito starševstvo - Knjiga o vzgoji otrok - Ljubljana : Bistisk (2017)
- Na balkon visoke hiše, Antologija najkrajše slovenske pripovedi ( Ljubljana : Mladinska knjiga, 2020) : Nevesta.
- Stvari, ki si jih težko predstavljamo - Ljubljana : Bistisk (2023) poezija.